# Erateina morena
Erateina morena är en fjärilsart som beskrevs av Paul Dognin 1900. Erateina morena ingår i släktet Erateina och familjen mätare. Inga underarter finns listade i Catalogue of Life.